# 御宿町
御宿町（日语：／ Onjuku machi */?）是千葉縣夷隅郡的一町。町內多海水浴場，是房總最具代表性的海岸之一。此地也是童謠「月之沙漠」發源地。
往夷隅市的通勤率有13.8%，往勝浦市有10.8%（平成22年國勢調査）。

## 地理
位於千葉縣東南部、房總半島中央部東端，面太平洋，是外房的中央地帶。

### 鄰接自治體
- 夷隅市
- 勝浦市

## 歷史

### 地名由來
傳聞鎌倉時代的北條時賴曾在須賀地區的最明寺住宿，因而稱為御宿。

### 沿革
- 1913年（大正2年）6月20日 - 御宿站開業。
- 1914年（大正3年）4月1日 - 御宿村施行町制，為御宿町。
- 1953年（昭和28年）5月18日 - 制定國道128號（日语：国道128号）。
- 1955年（昭和30年）3月31日 - 御宿町、布施村（日语：布施村 (千葉県)）大半（下布施與上布施一部分）、浪花村（日语：浪花村）一部分（岩和田）合併成立御宿町。

### 行政區域變遷
- 變遷年表

| 御宿町町域變遷（年表） | 御宿町町域變遷（年表） | 御宿町町域變遷（年表） |
| 年                     | 月日                   | 現御宿町町域相關行政區域變遷 |
| ---------------------- | ---------------------- | --- |
| 1889年（明治22年）     | 4月1日                 | 町村制施行，成立以下各村。 - 御宿村 ← 須賀村、濱村、高山田村、久保村 - 布施村 ← 上布施村、下布施村、實谷村、七本村、上布施實入會地 - 浪花村 ← 小池村、小澤村、岩船村、岩和田村 |
| 1914年（大正3年）      | 4月1日                 | 御宿村施行町制，為御宿町。 |
| 1955年（昭和30年）     | 3月31日                | 御宿町、布施村大半（下布施與上布施一部分）、浪花村一部分（岩和田）合併成立御宿町。                                                                                             |

- 變遷表

| 御宿町町域變遷表 | 御宿町町域變遷表 | 御宿町町域變遷表 | 御宿町町域變遷表    | 御宿町町域變遷表       | 御宿町町域變遷表 | 御宿町町域變遷表 | 御宿町町域變遷表 |
| 1868年 以前      | 1868年 以前      | 明治22年 4月1日  | 明治22年 - 昭和19年 | 昭和20年 - 昭和64年    | 平成元年 - 現在  | 現在             |                  |
| ---------------- | ---------------- | ---------------- | ------------------- | ---------------------- | ---------------- | ---------------- | ---------------- |
|                  | 須賀村           | 御宿村           | 大正3年4月1日 町制  | 昭和30年3月31日 御宿町 | 御宿町           | 御宿町           |                  |
|                  | 浜村             | 御宿村           | 大正3年4月1日 町制  | 昭和30年3月31日 御宿町 | 御宿町           | 御宿町           |                  |
|                  | 高山田村         | 御宿村           | 大正3年4月1日 町制  | 昭和30年3月31日 御宿町 | 御宿町           | 御宿町           |                  |
|                  | 久保村           | 御宿村           | 大正3年4月1日 町制  | 昭和30年3月31日 御宿町 | 御宿町           | 御宿町           |                  |
|                  | 上布施村         | 布施村 の一部    | 布施村一部分        | 昭和30年3月31日 御宿町 | 御宿町           | 御宿町           |                  |
|                  | 下布施村一部分   | 布施村 の一部    | 布施村一部分        | 昭和30年3月31日 御宿町 | 御宿町           | 御宿町           |                  |
|                  | 岩和田村         | 浪花村 一部分    | 浪花村一部分        | 昭和30年3月31日 御宿町 | 御宿町           | 御宿町           |                  |

## 人口
| 御宿町人口分布圖 |                                               |  |
| 御宿町與日本全國年齡別人口分布比較圖 （2005年資料） | 御宿町的年齡、男女別人口分布圖 （2005年資料） |  |
| ■紫色是御宿町 ■綠色是全国 | ■藍色是男性 ■紅色是女性                       |  |
| 御宿町人口變化 \| 1970年 \| 8,475人 \| \| \| 1975年 \| 8,484人 \| \| \| 1980年 \| 8,486人 \| \| \| 1985年 \| 8,267人 \| \| \| 1990年 \| 7,939人 \| \| \| 1995年 \| 8,129人 \| \| \| 2000年 \| 8,019人 \| \| \| 2005年 \| 7,942人 \| \| \| 2010年 \| 7,738人 \| \| \| 2015年 \| 7,315人 \| \| \| 2020年 \| 6,874人 \| \| |                                               |  |
| 資料來源：日本總務省統計中心提供之人口普查數據 |                                               |  |
| 1970年 | 8,475人                                       |  |
| 1975年 | 8,484人                                       |  |
| 1980年 | 8,486人                                       |  |
| 1985年 | 8,267人                                       |  |
| 1990年 | 7,939人                                       |  |
| 1995年 | 8,129人                                       |  |
| 2000年 | 8,019人                                       |  |
| 2005年 | 7,942人                                       |  |
| 2010年 | 7,738人                                       |  |
| 2015年 | 7,315人                                       |  |
| 2020年 | 6,874人                                       |  |

## 產業

### 漁業
- 岩和田漁港
- 御宿漁港

## 御宿海女
- 千葉縣御宿町與三重縣志摩地方、石川縣舳倉島並稱日本三大海女地帶。

## 教育

### 中學校
- 御宿町立御宿中學校

### 小學校
- 布施學校組合立布施小學校（日语：布施学校組合立布施小学校）
- 御宿町立御宿小學校（日语：御宿町立御宿小学校）

## 交通

### 鐵路
東日本旅客鐵道（JR東日本）
- 外房線：御宿站

### 巴士路線

#### 高速巴士
- 東京線（小湊鐵道、鴨川日東巴士（日语：鴨川日東バス）、京成巴士）

御宿⇔市原鶴舞BT⇔東京站八重洲口前～濱松町BT（經東京灣跨海公路）
◆市原鶴舞BT可轉搭往羽田機場、橫濱／成田機場的高速巴士。

#### 一般路線巴士
- 小湊鐵道

### 道路
- 一般國道
  - 國道128號（日语：国道128号）
- 一般縣道
  - 千葉縣道174號勝浦布施大原線（日语：千葉県道174号勝浦布施大原線）
  - 千葉縣道176號夷隅御宿線（日语：千葉県道176号夷隅御宿線）
  - 千葉縣道232號御宿停車場線（日语：千葉県道232号御宿停車場線）
  - 千葉縣道273號上布施勝浦線（日语：千葉県道273号上布施勝浦線）

## 觀光
- 御宿海岸（日语：御宿海岸）
  - 月之沙漠（日语：月の沙漠）（月之沙漠紀念館）
  - 墨西哥紀念塔（「日、西、墨三國交通發源紀念碑」）
  - 御宿Water Park（御宿町立游泳池）

## 靈園
- 御宿靈園

## 姊妹、友好都市
- 阿卡普爾科（墨西哥格雷羅州）

1978年8月7日締結姊妹都市。
（※）1609年（慶長14年）舊曆9月4日（現9月30日）早上，菲律賓總督Rodrigo de Vivero y Aberrucia一行人從菲律賓返回墨西哥時觸礁沈船。岩和田村民救出317人（死亡、失蹤56名）、之後幕府建造帆船協助一行人返回墨西哥。。

## 備註
1. ↑  .   [2015-09-23]. （原始内容存档于2016-03-05）.
2. ↑  角川日本地名大辞典編纂委員会『角川日本地名大辞典 12 千葉県』、角川書店、1984年 ISBN 4040011201より

## 外部連結
- 御宿町 （页面存档备份，存于）
- 御宿町觀光協會 （页面存档备份，存于）